# Gwangju World Cup Stadium
O Estádio Guus Hiddink é um estádio localizado em Gwangju, na Coreia do Sul.
Inaugurado em Setembro de 2001 como Gwangju World Cup Stadium, recebeu o nome do treinador da Seleção Sul-Coreana de Futebol, o holandês Guus Hiddink, após a seleção bater a Espanha nos penâltis, nesse mesmo estádio e avançar, pela primeira vez na história, as Semi-Finais da Copa do Mundo.
Atualmente é a casa do Gwangju FC, time de futebol da K-League.

## Jogos daCopa do Mundo de 2002
- 2 de Junho: Grupo B  Espanha 3 - 1  Eslovênia
- 4 de Junho: Grupo C  China 0 - 2  Costa Rica
- 22 de Junho: Quartas de Final  Coreia do Sul 0 - 0  Espanha (5 - 3 nos Penâltis)